# Santa Catarina (Insel)

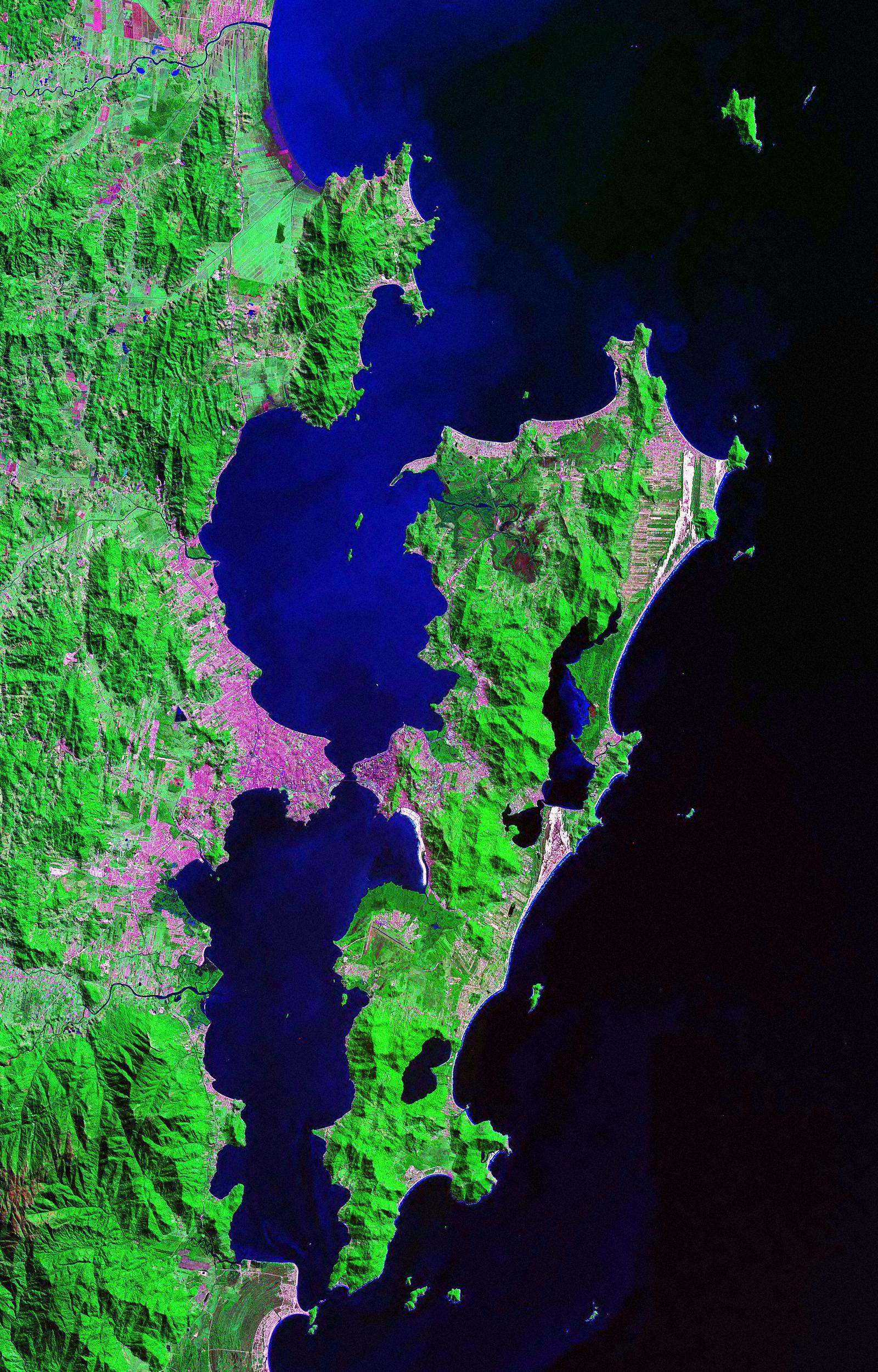
Landsat-Satellitenfoto von Santa Catarina (Falschfarben-Aufnahme, 2000)

Die Insel Santa Catarina ist Teil der Gemeinde Florianópolis und befindet sich im Atlantik am Mittelteil der Küste des Bundesstaats Santa Catarina im südlichen Brasilien, etwa 27° südlich vom Äquator und 48° westlicher Breite. Die Nord-Süd-Ausdehnung beträgt etwa 54 km, die Insel ist bis 18 km breit und hat eine Fläche von 424,4 km².

## Allgemeines
Santa Catarina ist die größte Insel eines Archipels von über 20 Inseln, die größten sind Anhatomirim, Araçatuba bzw. Fortaleza, Aranhas, Campeche, Cardos, Carvão, Francês, Três Irmãs, Laranjeiras, Largo, Maria Francisca, Moleques do Norte, Moleques Pequenos, Moleques do Sul, Ratones, Vinhas und Xavier.
Drei Brücken verbinden die Insel mit dem Festland. Dies sind die Colombo-Salles-, die Pedro-Ivo-Campos- sowie die Hercílio-Luz-Brücke. Sie überspannen die 500 Meter breite und 28 Meter tiefe Meerenge Estreito, gleichzeitig Name eines Stadtteils auf dem Festland.

## Geographie
Der höchste Punkt ist der Hügel von Ribeirão da Ilha mit 532 m. Mehrere Bergketten ziehen sich von Norden nach Süden.
Es gibt zwei Lagunen, die Lagoa da Conceição im Osten mit Salzwasser und der Süßwassersee Lagoa do Peri im Südosten, eine abgelegene kleinere ist die Lagoinha do Leste. Geomorphologisch gehört die Insel zu den Küstenketten Serra do Mar und Serra Geral mit gelegentlichen Graniteinschlüssen.

## Fauna
Eine auf der Insel vorkommende Schlangenart ist Dipsas albifrons, die sich von Schnecken ernährt.

## Florianópolis
Florianópolis befindet sich zu 97,23 % auf der Insel. Das Zentrum der Stadt Florianópolis befindet sich im Westen mit Brückenverbindung zum Festland. Diverse Stadtteile verteilen sich über die Insel:
- im Inneren Carvoeira, Córrego Grande, Itacorubi, Pantanal, Parque São Jorge, Santa Monica und Trindade (mit der Universität UFSC),
- im Nordwesten Santo Antônio de Lisboa, Cacupé, Sambaqui, Barra do Sambaqui, Daniela und Rio Vermelho.
- Im Norden finden sich die Badeorte Ingleses, Canasvieiras und Jurerê, sowie Ratones, Vargem Grande und Vargem Pequena.

- Im Osten an Lagune oder Meer Barra da Lagoa, Lagoa da Conceição, Rio Tavares und Campeche,
- im Südosten Morro das Pedras und Armação do Pântano do Sul,
- im Süden Pântano do Sul, Costa de Dentro, Costa de Cima, Caieira da Barra do Sul und Ribeirão da Ilha.

## Klima
Das Klima ist subtropisch feucht mit mittleren Temperaturen von 26 °C bis 30 °C im Sommer und von 10 °C bis 22 °C im Winter. Durch die Nähe zum Meer liegt die mittlere Luftfeuchtigkeit bei 80 %. Die Regenzeiten fallen auf Frühjahr und Herbst.